# Fabulous Disaster
| 전문가 평가                      | 전문가 평가 |
| 평가 점수                        | 평가 점수   |
| 출처                             | 점수        |
| -------------------------------- | ----------- |
| AllMusic                         | [ 3 ]       |
| Collector's Guide to Heavy Metal | 6/10        |
| Kerrang!                         | 4.75/5      |

《Fabulous Disaster》는 미국의 스래시 메탈 밴드 엑소더스의 세 번째 스튜디오 음반이다. 1989년 1월 30일, 영국의 레이블인 뮤직 포 네이션스에서 발매되었고, 미국 버전은 컴뱃/렐러티비티 레코드에서 발매되었다. 1999년, 센추리 미디어 레코드는 유럽에서만 밴드의 첫 번째 세 개의 음반을 리마스터드하고 재발매했다.
《Fabulous Disaster》는 1997년 라이브 음반 《Another Lesson in Violence》까지 톰 헌팅이 엑소더스와 함께 마지막으로 발표한 음반이다. 게다가, 그것은 한 번의 연속적인 스튜디오 음반 이후부터 라인업이 변경되지 않은 첫 번째 엑소더스 음반이었고, 두 개의 노래 커버를 포함한 두 개의 음반 중 하나였다(다른 하나는 1992년의 《Force of Habit》).

## 투어
엑소더스는 《Fabulous Disaster》 홍보하기 위해 5개월 동안 투어를 했다. 그 밴드는 뉴클리어 어솔트와 애시드 레인과 함께 한 달 간의 유럽 투어에 착수했다. 1989년 봄, 엑소더스는 앤스랙스와 헬로윈과 함께 Headbangers Ball Tour의 조연석을 확보하여, 그 밴드를 많은 스래시 메탈 관객들에게 노출시켰다. 그리고 엑소더스는 1989년 5월부터 7월까지 계속된 또 다른 북미 투어에 착수했다. 조연으로는 시크 오브 잇 올, 페이스 오브 피어, 포비든, 데스 오케스트라 및 웨어먹트였다. 그 밴드는 1989년 7월 14일, 더 필모어에서 투어를 마무리했고, 이 쇼는 2년 후에 발매된 그 밴드의 첫 라이브 음반 《Good Friendly Violent Fun》에서 녹음되었다.

## 곡 목록
모든 곡들은 특별한 언급이 없는 한 엑소더스에 의해 작사/작곡하였다.
| #  | 제목                         | 작사·작곡           | 재생 시간 |
| -- | ---------------------------- | ------------------- | --------- |
| 1. | 〈The Last Act of Defiance〉 |                     | 4:44      |
| 2. | 〈Fabulous Disaster〉        |                     | 4:54      |
| 3. | 〈The Toxic Waltz〉          |                     | 4:51      |
| 4. | 〈Low Rider (워 커버)〉      | 워, 제리 골드스타인 | 2:48      |
| 5. | 〈Cajun Hell〉               |                     | 6:05      |
| 6. | 〈Like Father, Like Son〉    |                     | 8:11      |
| 7. | 〈Corruption〉               |                     | 5:46      |
| 8. | 〈Verbal Razors〉            |                     | 4:07      |
| 9. | 〈Open Season〉              |                     | 3:54      |